# 1940
1940 (MCMXL) je bilo prestopno leto, ki se je po gregorijanskem koledarju začelo na ponedeljek.

## Dogodki

### Januar - marec
- 4. januar - general Luftwaffe Hermann Göring dobi nadzor nad celotno nemško vojno industrijo.
- 10. januar - incident pri Mechelenu-sur-Meusu: v Belgiji zasilno pristane letalo s skrivnimi nemškimi načrti za napad na Zahodno Evropo (Fall Gelb), kar vodi do nagle mobilizacije zavezniških sil na tem območju.
- 19. januar - francoski parlament odstavi komunistične poslance.
- 5. marec - Katinski pokol: člani sovjetskega politbiroja podpišejo ukaz za množično usmrtitev poljskih vojnih ujetnikov.
- 12. marec - ZSSR in Finska podpišeta mirovno pogodbo; konec zimske vojne.
- 28. marec - Francija in Združeno kraljestvo podpišeta sporazum, da nobena stran ne bo podpisala ločene mirovne pogodbe ali premirja.
- 30. marec - v Nankingu je vzpostavljena projaponska vlada

### April - junij
- 9. april - Tretji rajh napade Dansko in Norveško (operacija Weserübung)
- 12. april - britanske sile okupirajo Ferske otoke da bi preprečile njihovo zavzetje s strani Tretjega rajha, kar bi močno poslabšalo zavezniški položaj v bitki za Atlantik.

- 10. maj - 
  - Tretji rajh napade Nizozemsko, Belgijo in Luksemburg (Fall Gelb)
  - Švica razglasi splošno vojaško mobilizacijo.
  - Winston Churchill postane predsednik vlade Združenega kraljestva.
- 14. maj - 
  - nizozemska kraljica Wilhelmina s svojo vlado pobegne v London.
  - v letalskem napadu Luftwaffe na Rotterdam je ubitih 980 ljudi in porušenih 20.000 stavb.
- 15. maj - nizozemska vojska kapitulira.
- 17. maj - nemške sile zavzamejo Bruselj, belgijska vlada pobegne v Ostend.
- 18. maj - Tretji rajh priključi Eupen, Malmedy in Moresnet k svojem ozemlju.
- 19. maj - Arthur Seyss-Inquart postane komisar rajha za Nizozemsko.
- 20. maj - nemške sile pod poveljstvom Erwina Rommla prodrejo do francoskega mesta Abbeville ob Rokavskem prelivu.
- 21. maj - Britanski ekspedicijski korpus izvede protinapad v Arrasu.
- 26. maj - pričetek operacije dinamo - evakuacije britanskih sil pri Dunkerqueu.
- 28. maj - 
  - belgijski kralj Leopold III. ukaže vdajo belgijske vojske in se razglasi za vojnega ujetnika.
  - britansko-francosko-poljske enote zasedejo Narvik.
- 3. junij - Luftwaffe prvič bombardira Pariz.
- 9. junij - norveška vojska opolnoči kapitulira.
- 10. junij - 
  - Wehrmacht prodre čez Seno.
  - francoska vlada zapusti Pariz in pobegne v Tours.
  - Italija napove vojno Franciji in Združenemu kraljestvu.
  - Norveška se vda nemškim silam, zavezniške enote zapustijo državo.
- 12. junij - Japonska in Tajska podpišeta pakt o prijateljstvu.
- 14. junij - 
  - nemške enote zavzamejo Pariz; francoska vlada pobegne v Bordeaux.
  - koncentracijsko taborišče Auschwitz sprejme prve taboriščnike, skupino 728 poljskih političnih zapornikov.
- 15. junij - 
  - Sovjetske enote vkorakajo v Litvo, Latvijo in Estonijo.
  - nemške sile zavzamejo Verdun.
- 16. junij - Henri Pétain postane predsednik vlade Francije in takoj prične pogajanja z Nemci za premirje.
- 18. junij - Charles de Gaulle iz Londona pozove Francoze naj nadaljujejo boj.
- 22. junij - Tretji rajh in Francija podpišeta premirje v mestu Compiègne.
- 26. junij - ZSSR zahteva od Romunije vrnitev Besarabije in Bukovine.
- 28. junij - Združeno kraljestvo prizna Charlesa de Gaulla kot voditelja Francoskih svobodnih sil

### Julij - september
- 1. julij - francoska vlada se preseli v Vichy.
- 2. julij - ZSSR zasede Besarabijo in Bukovino.
- 3. julij - britanska vojna mornarica premaga francosko floto pri Mers el-Kébiru; Vichyjska Francija naslednji dan pretrga diplomatske odnose z Združenim kraljestvom.
- 4. julij - Italija napade Sudan.
- 10. julij - 
  - začetek bitke za Anglijo.
  - s sprejetjem ustave je ustanovljena Vichyjska Francija.
- 11. julij - Henri Pétain postane predsednik Vichyjske Francije.
- 16. julij - Adolf Hitler ukaže pripravo invazije na Združeno kraljestvo (operacija Seelöwe).
- 21. julij - Švica sprejme pobudo o graditvi sistema utrdb.
- 22. julij - Novi Hebridi se priključijo Svobodni Franciji.
- 26. julij - Slonokoščena obala se priključi Svobodni Franciji.
- 4. avgust - Italija zasede britansko Somalijo.
- 7. avgust - Tretji rajh priključi Alzacijo in Loreno k svojemu ozemlju.
- 8. avgust - Wilhelm Keitel izda direktivo o mobilizaciji nemških sil v pripravi na napad na Sovjetsko zvezo.
- 20. avgust - sovjetski agent v Mehiki umori Leva Trockega.
- 26. avgust - Čad se pridruži Svodobni Franciji.
- 27. avgust - Kamerun se pridruži Svobodni Franciji.
- 28. avgust - prevrat v Brazzaville-u; FEA se pridruži Svobodni Franciji
- 30. avgust - dunajska arbitraža med Romunijo in Madžarsko glede Transilvanije.
- 2. september - francoska pacifiška ozemlja se pridružijo Svobodni Franciji.
- 3. september - ZDA odstopijo Združenemu kraljestvu 50 rušilcev v zameno za uporabo vojaških baz na britanskem ozemlju v Atlantskem oceanu.
- 7. september - Luftwaffe prične z nočnimi bombardiranji Anglije.
- 9. september - Francoska Indija je priključena Svobodni Franciji.
- 13. september - Italija napade Egipt.
- 15. avgust - vzpostavi se nemška zasedbena oblast za Beneluks in severno Francijo.
- 16. september -  ZDA sprejmejo zakon o obvezni vojaški službi.
- 17. september - Adolf Hitler preloži operacijo Seelöwe.
- 23. september - Japonska napade Indokino.
- 23. september - začetek britansko-golističnih operacij v Dakarju.
- 24. september - Nova Kaledonija se pridruži Svobodni Franciji.
- 26. september - Japonska zasede Tonking.
- 27. september - podpis trojnega pakta med Tretjim rajhom, Italijo in Japonsko.

### Oktober - december
- 3. oktober - v Londonu se vzpostavi belgijska vlada v izgnanstvu.
- 7. oktober - Wehrmacht sporazumno vkoraka v Romunijo.
- 12. oktober - Japonska uvede enostrankarski režim.
- 18. oktober - Vichyjska Francija objavi Statut Židov.
- 27. oktober - Charles de Gaulle ustanovi Svet za obrambo imperija.
- 28. oktober - 
  - Italija napade Grčijo; pričetek balkanske kampanje.
  - nemška oblast v Belgiji izda prvo odredbo proti Judom.
- 29. oktober - britanske enote se izkrcajo v Grčiji.
- 4. november - Britanci se izkrcajo na Kreti
- 5. november - Franklin Delano Roosevelt je tretjič izvoljen za predsednika ZDA.
- 10. november - Gabon se priključi Svobodni Franciji.
- 11. november - Kraljeva vojna mornarica premaga italijansko vojno mornarico pri Tarantu.
- 14. november - Luftwaffe poruši Coventry.
- 15. november - nemški okupator loči varšavski geto od ostalega mesta.
- 20. november - Madžarska pristopi k trojnemu paktu.
- 23. november - Romunija pristopi k trojnemu paktu.
- 24. november - Slovaška pristopi k trojnemu paktu.
- 30. november - Japonska in Kitajska podpišeta pakt o sodelovanju.
- 9. december - začetek britanske ofenzive v Egiptu in Libiji.
- 13. december - Pétain odstavi Lavala in ga da aretirati.
- 18. december - Hitler ukaže pripravo operacije Barbarossa.
- 23. december - Čang Kaj-Šek razpusti kitajsko KP.
- 29. december - Luftwaffe silovito napade londonski City.

## Rojstva
- 7. februar - Tošihide Maskava, japonski fizik, nobelovec
- 9. februar - John Maxwell Coetzee, južnoafriški pisatelj
- 19. februar - David Jonathan Gross, ameriški fizik, nobelovec
- 19. februar - Saparmurat Nijazov, turkmenski politik, predsednik Turkmenistana († 2006)
- 2. april - Mike Hailwood, britanski avtomobilski in motociklistični dirkač († 1981)
- 8. april - John J. »Hondo« Havlicek, ameriški košarkar
- 25. april - Al Pacino, ameriški filmski igralec
- 1. junij - René Auberjonois, ameriški filmski igralec
- 27. junij - Ervin Fritz, slovenski pesnik, dramatik in prevajalec
- 6. julij - Viktor Kuzkin, ruski hokejist († 2006)
- 26. julij - Jean-Luc Nancy, francoski filozof
- 27. julij - Pina Bausch, nemška koreografinja († 2009)
- 5. avgust - Tone Partljič, slovenski politik, pisatelj in dramatik
- 9. oktober - John Lennon, angleški glasbenik († 1980)
- 23. oktober - Pelé, brazilski nogometaš
- 13. november - Saul Kripke, ameriški filozof in logik
- 26. november - Andrej Kirn, slovenski filozof
- 27. november - Bruce Lee, kitajsko-ameriški mojster borilnih veščin, igralec, režiser in filozof († 1973)
- 5. december - Niko Grafenauer, slovenski pesnik, kritik, esejist, literarni zgodovinar in prevajalec
- 18. december - Lei Feng, kitajski vojak, vzornik († 1962)
- 21. december - Frank Zappa, ameriški skladatelj, kitarist in filmski režiser († 1993)

## Smrti
- 10. marec - Mihail Afanasjevič Bulgakov, ruski pisatelj, dramatik in prevajalec (* 1891)
- 10. junij - Marcus Mosiah Garvey, afro-jamajški založnik, novinar, podjetnik, prerok, mednarodni križar črnskega nacionalizma (* 1887)
- 26. april - Carl Bosch, nemški kemik in inženir, nobelovec (* 1874)
- 24. junij - Alfred Fowler, angleški astronom (* 1868)
- 28. junij - Italo Balbo, italijanski maršal, politik (* 1896)
- 21. avgust - Lev Trocki, ruski revolucionar (* 1879)
- 30. avgust - sir Joseph John Thomson, angleški fizik škotskega rodu, nobelovec (* 1856)
- 27. september - Walter Benjamin, nemški literarni kritik in filozof judovskega rodu (* 1892)
- 26. oktober - Michael John O'Brien, kanadski industrialec, filantrop in politik (* 1851)
- 9. november - Neville Chamberlain, britanski politik (* 1869)
- 14. december - Anton Korošec, slovenski politik (* 1872)

## Nobelove nagrade
Nobelovih nagrad zaradi vojne niso podelili.